# Amós Acero
Amós Acero Pérez (Villaseca de la Sagra, 31 de marzo de 1893-Madrid, 16 de mayo de 1941) fue un maestro y político socialista español. Fue elegido alcalde de Vallecas en las elecciones de abril de 1931, cuando esta localidad aún no pertenecía al municipio de Madrid, y diputado en Cortes. Tras la Guerra Civil fue condenado a muerte y ejecutado por sus actividades políticas por las autoridades franquistas.

## Familia
Hijo de Salustiano Acero, nacido en 1861, y Aquilina Pérez, nacida en 1863, ambos naturales de Villaseca de la Sagra, un pequeño pueblo de la provincia de Toledo. En los documentos registrales, se menciona a Salustiano como jornalero. Además de trabajar en las tareas agrícolas de los terratenientes que le contrataban en las distintas épocas de cosecha, también ejerció como peón, como transportista a lomos de burro, y, a partir de adquirir una barquichuela, como pescador en un tramo del río Tajo cercano a Villaseca. El matrimonio tuvo siete hijos, Amós fue el tercero.

## Formación
Amós Acero comenzó a ir a la escuela rural de Villaseca a los seis años, dejándola a los trece cuando el maestro rural reconoció ante Salustiano que “ya le había enseñado todo lo que le podía enseñar al muchacho”. Pronto el muchacho le planteó al padre su ambición y sueños de futuro, consistentes en estudiar para maestro, objetivo casi imposible para una familia de condición humilde, incapaz de sufragar los gastos que implicaban sostener unos estudios en una ciudad como Madrid. Pero el patriarca de una familia a la que Salustiano vendía pescados, se comprometió a pagar el alojamiento, la manutención y los costes académicos necesarios para que lograse el título de maestro, y le ayudó a realizar las gestiones para asegurarle plaza en la Escuela Normal Central de Madrid.
Con 18 años, en septiembre de 1911, Amós se instaló en una pensión económica cercana a la Escuela de Magisterio. El 7 de octubre de 1914 recibió el título oficial de Maestro de Primera Enseñanza Superior.

## Servicio Militar
En la primavera de 1915 Amós fue llamado para cumplir el servicio militar, por entonces obligatorio. En el sorteo le correspondió incorporarse a un acuartelamiento de Toledo, lo que le permitía hacer esporádicas visitas a su casa familiar. Tras los meses de formación, fue destinado al Regimiento de Comunicaciones, en el área de Telégrafos donde completó los 24 meses preceptivos.

## Trabajo como boticario
Tras licenciarse, y a pesar de haber mandado numerosas solicitudes a distintas localidades ofreciéndose como maestro, aceptó, a finales de 1916, un trabajo en sustitución del ayudante de la farmacia de Villaseca, y aunque la sustitución apenas duró un mes, el farmacéutico lo recomendó a otro colega de Valdepeñas (provincia de Ciudad Real). En agosto de 1917, Amós se trasladó a esa ciudad manchega para trabajar “en plantilla” como auxiliar de boticario, teniendo incluso a un muchacho a su cargo que le ayudaba a limpiar las probetas, matraces, frascos y botellines. Años más tarde, ya instalado en Madrid, en 1921, trabajó como ayudante boticario durante varios años en la Farmacia Giménez de la calle del Barquillo.
En Valdepeñas, Amós conoció a Dolores Delgado Lara, nacida el 28 de febrero de 1897 en esa localidad, hija de Francisco Delgado, matarife en el matadero de la localidad, y de Ana Lara, fallecida a poco de nacer la niña. El 8 de marzo de 1918, Amós y Dolores contrajeron matrimonio en la sacristía de la iglesia parroquial de Valdepeñas, pues el altar mayor estaba inhabilitado al celebrarse la Semana Santa en esos días. Al día siguiente de la boda, la pareja emprendió el viaje a Villaseca, pues había recibido un telegrama comunicándole que había una plaza de maestro vacante en su localidad natal. Pero al llegar descubrió que la plaza había sido concedida al hijo de uno de los terratenientes locales, por lo que el joven Acero se vio obligado a salir a pescar con su padre, como en tiempos pasados.

## Traslado a Madrid
Ante las dificultades laborales y económicas, Amós respondió a un anuncio de una carbonería en Madrid, que necesitaba un cajero y cobrador. En abril de 1918 fue contratado por la “Casa de Carbones Larrumbide” y se instaló en Madrid, en principio él solo, para luego hacer venir a Dolores desde Villaseca. Amós Acero alquiló una modesta casita en la zona de la Glorieta de Pirámides, cerca del río Manzanares, donde el 13 de mayo de ese año, nacería Gonzalo, su primer hijo.
El modesto sueldo de la Casa de Carbones, conjugado con el sentido de economía doméstica de Dolores le permiten por una parte enviar pequeñas ayudas a sus padres en Villaseca y por otra adquirir esporádicamente lo que Amós denominaba su “tesoro”, que no era otra cosa que libros de todo tipo que comenzaron a conformar su biblioteca: matemáticas, geografía, enciclopedias, política, filosofía, ciencias naturales, etc.

## Ingreso en el PSOE
El 1 de marzo de 1920, Amós Acero, como miembro de la Sociedad de Oficios varios de la Unión General de Trabajadores (UGT) firmó el documento de solicitud de ingreso en el Partido Socialista:

Amós Acero y Pérez, de 24 años de edad, de profesión empleado particular, domiciliado en la calle de Glorieta de Pirámides nº 1, bajo nº 4, estando conforme con el programa del Partido Socialista Obrero y los acuerdos de sus Congresos, solicita el ingreso en el mismo.  Madrid 7 de marzo de 1920.

El carnet del Partido Socialista tiene el número 23, y corresponde a la Agrupación Socialista de Vallecas. En 1927 se trasladó a la de Vallecas. Fue vocal de la Comisión Ejecutiva de la Asociación General de Maestros (UGT) desde 1929.

## Crecimiento de la familia
El 13 de mayo de 1919 nacía el primogénito, Gonzalo, el 2 de marzo de 1921 nacía “Amosito”, segundo hijo de los Acero Delgado y el 12 de octubre de 1922 nació Lola, bautizada María Dolores, a quien Amós llamaba cariñosamente “mi negra”, por tener el pelo negro como el azabache. El 3 de febrero de 1927 nació el cuarto de los hijos, “Paquito”, y el 1 de diciembre de 1928 “Aurorita”.

## Maestro en ejercicio
En julio de 1927 le fue ofrecida una plaza de maestro de primera enseñanza en Vallecas, en la Escuela Pablo Iglesias, que siguiendo la pedagogía de la Escuela Nueva, habían llevado a Vallecas un grupo de maestros afiliados a la UGT, como punta de lanza de la enseñanza laica en ese barrio, que por aquel entonces era aun pueblo, y obligó a Amós y su familia a cambiar de casa, instalándose al final del verano de 1927 en la primera planta de un edificio de la calle Dr. Salgado n.º 8 en cuya planta baja había una tahona y vivienda de los panaderos.
El local escolar donde ejercería su labor educativa era una casa baja de una planta, apenas adaptada a los cometidos. Constaba de dos aulas grandes y una pequeña para los párvulos. Amós, además, organizó clases nocturnas para jóvenes obreros que deseaban aprender tras la jornada laboral. 

## Elecciones municipales de abril de 1931 y Segunda República
Tras la caída de la dictadura de Primo de Rivera, el gobierno del general Berenguer decidió convocar elecciones municipales, en las que sería determinante el haber suprimido la censura y reconocido plena libertad de asociación y reunión. Republicanos y socialistas presentaban candidaturas conjuntas bajo la denominación Conjunción Republicano Socialista. Las elecciones tuvieron lugar el 12 de abril de 1931, y el triunfo republicano fue arrollador en las capitales de provincia y poblaciones más importantes, y el rey Alfonso XIII tuvo que abandonar el país. El 14 de abril de 1931 se proclamó en España la Segunda República, constituyéndose un Gobierno provisional que convocó elecciones constituyentes para el 28 de junio.
En Vallecas, Amós Acero fue nombrado candidato por la Agrupación Socialista de Vallecas en las listas de la Conjunción Republicano-Socialista. El triunfo de los candidatos de la Conjunción supuso la elección de Amós Acero, junto a los concejales socialistas Julián Vinagre, Eustaquio Serrano, Basilio Maldonado, Salvador Luque, entre otros. El pleno municipal eligió a Acero alcalde de Vallecas: "un hombre modesto, humilde, pero que ostenta un título honrosísimo, el de Maestro... [un hombre de] gran capacidad y extraordinaria cultura...", pronunció el alcalde saliente, Jesús del Pino, al entregarle el bastón de alcalde.
En las elecciones a Cortes Constituyentes, que tuvieron lugar el 28 de junio de 1931, republicanos y socialistas mantuvieron su alianza y concurrieron como tales en la mayor parte de las circunscripciones. Según la nueva ley electoral, la ciudad de Madrid constituiría una circunscripción, en tanto que el resto de la provincia constituiría otra. En las elecciones de 1931 se elegían 9 diputados por la circunscripción de la provincia de Madrid y Amós Acero fue uno de los candidatos socialistas de la Conjunción. 
El triunfo de la Conjunción fue arrollador (70.841 votos por 13.918 de la Derecha Liberal Republicana y 14.161 de Acción Nacional), resultado Acero elegido diputado en la primera vuelta (en total, fueron elegidos tres diputados socialistas, dos radicales, dos radical socialistas, un federal y uno de Acción Republicana). Acero obtuvo 67.269 votos. Tras la constitución de las Cortes, Amós Acero se integró en la Comisión de Presidencia.
En las elecciones de 1933, el PSOE y los partidos republicanos se presentan separadamente. Aunque el PSOE gana la primera vuelta de las elecciones en la provincia de Madrid, no consigue llegar al 40%, por lo que debe haber una segunda vuelta. La retirada de los radicales de la contienda propicia la victoria de la CEDA, quedando solo dos escaños para las minorías, en este caso el PSOE. Acero no resultó reelegido diputado.
Tras la entrada en el gobierno de la CEDA, el PSOE se decanta por la huelga general revolucionaria (los hechos revolucionarios de 1934), que comienza el 5 de octubre. El movimiento solo tiene una amplia repercusión en Asturias y, con diferentes motivaciones, en Barcelona, donde el presidente de la Generalidad, Companys proclamó el Estado catalán. Solo el levantamiento asturiano tuvo cierto éxito, pero sucumbió a la llegada de las tropas enviadas por el Gobierno reaccionario del Bienio Negro, que dirigidas desde Madrid por Francisco Franco e integradas en su mayoría por fuerzas de regimientos de tropas Regulares africanas y tropa legionaria, tras sofocar el estallido revolucionario, iniciaron una dura represión. 
El 10 de octubre de ese año, el Gobierno Civil de Madrid comunicó imperativamente al Ayuntamiento de Vallecas el cese fulminante del Alcalde Presidente, de los Tenientes de Alcalde y de todos los integrantes del Concejo Municipal nombrándose una “Gestora” haciéndose cargo “concejales interinos”, con Eustaquio Zorrilla al frente. Tras el cese de su responsabilidad como edil, Amós Acero volvió a la enseñanza.
En febrero de 1936, ante una situación social y de inestabilidad política insostenibles, se disolvieron las Cortes, y se convocaron elecciones generales para el día 16, dando la victoria al Frente Popular. Tras el triunfo, se devolvieron las corporaciones locales a los anteriores responsables, y Amós Acero fue restituido en su cargo. Como alcalde de Vallecas, el 27 de febrero fue nombrado miembro de la comisión gestora de la Diputación Provincial de Madrid.

## Guerra Civil
El sábado 18 de julio de 1936 se produce la sublevación militar que provocaría los casi tres años de guerra civil en España.
Prácticamente hasta el final de la misma, alrededor del 1 de abril de 1939, Amós Acero continuó ejerciendo como alcalde de Vallecas, donde apoyado en el respeto alcanzado entre sus vecinos había mantenido durante la contienda un comportamiento cívico y coherente. En este sentido, son numerosos los testimonios documentales que así lo demuestran, que pueden consultrarse en hemerotecas y en archivos particulares, tanto artículos de prensa como “avales” presentados ante los tribunales militares, donde se deja constancia de ello. Consta que Amós Acero ayudó a numerosas personas “de derechas” a pasarse a la zona franquista para salvarles de las venganzas, envidias o brutalidades propias de un periodo de guerra. Las pruebas documentales y de archivo, demuestran que firmó salvoconductos, evitó quema de conventos en Vallecas, y mantuvo una relativa calma.
El 27 de marzo de 1939, aconsejado por amigos y otros responsables políticos, el aun alcalde abandonó Madrid hacia Valencia, junto a Carlos Rubiera Rodríguez el gobernador civil de Madrid, para intentar salir de España por el puerto de Alicante. Al día siguiente, las tropas franquistas entraban en la capital precisamente por la carretera de Valencia, por la entonces avenida principal de Vallecas.

## Detención
El 28 de marzo, Amós y otros compañeros llegaron al puerto de Alicante donde serán detenidos y encerrados en el campo de concentración de Albatera, junto a otros miles de desplazados que se habían congregado en los muelles en esos días.
La primera denuncia que aparece en el Expediente Sumarísimo que le juzgó y condenó a ser fusilado tiene fecha de 21 de abril.

## Juicio
Amós Acero fue sometido a dos juicios “paralelos”, lo que representó una indefensión palmaria en cuanto a una posible defensa. El acusado desconocía en la indagatoria a cual de los expedientes estaba respondiendo o aportando documentos o declaraciones. Además, en ninguno de esos expedientes son admitidos o incorporados avales, lo que era habitual en la postguerra. Los avales eran declaraciones, cartas o documentos de ciudadanos o personajes “de derechas” que aseveraban el comportamiento cívico de la persona que avalaban. Esos papeles se incorporaban a los expedientes judiciales y en muchas ocasiones servían para conmutar las penas de muerte por condenas menores.
En el caso de los expedientes de Amós Acero, no solo no aparecen avales –y ha quedado constancia de que se aportaron más de cincuenta incluyendo el de la monja superiora del convento que Amós había evitado que quemasen elementos descontrolados durante la Guerra Civil– sino que numerosos folios manuscritos aportados por el reo en su descargo, rebatiendo las acusaciones planteadas en diferentes denuncias iniciales, se incluyen en un expediente o en el otro, a conveniencia de los respectivos jueces o de sus superiores. Es el “Sumarísimo” n.º 48.043/1939-1941 donde se determina que Amós Acero sea fusilado. Sentencia que se ejecutó a las cinco y treinta de la madrugada del 16 de mayo de 1941 en las tapias del cementerio de la Almudena. También ha quedado noticia de que Amós rechazó que le vendasen los ojos.

## Reconocimientos
- El Colegio Público Amós Acero, en el barrio de Palomeras Bajas del Puente de Vallecas, en Madrid.[21]

- También en Vallecas, se le dedicó a Acero un monumento en 1983, siendo alcalde Enrique Tierno Galván, que presidía un busto de bronce en un pedestal de piedra caliza que desapareció. En 2016 se colocó una nueva escultura en el parque que lleva su nombre, popularmente conocido como parque de Palomeras.[22][23][24]